# Eddy Boutmans
Eddy Boutmans est un homme politique belge né à Wilrijk le 6 février 1948.
Il siège au Sénat du 21 mai 1995 au 13 juin 1999.
Il est élu à la Chambre des représentants le 13 juin 1999 en tant que député Agalev de la circonscription électorale d'Anvers. Nommé le 12 juillet 1999 Secrétaire d'État à la Coopération au développement et adjoint au ministre des Affaires étrangères au Gouvernement Verhofstadt I, son siège au sein de la 50e législature de la Chambre est repris par Leen Laenens.